# Sterker door strijd (beeld)

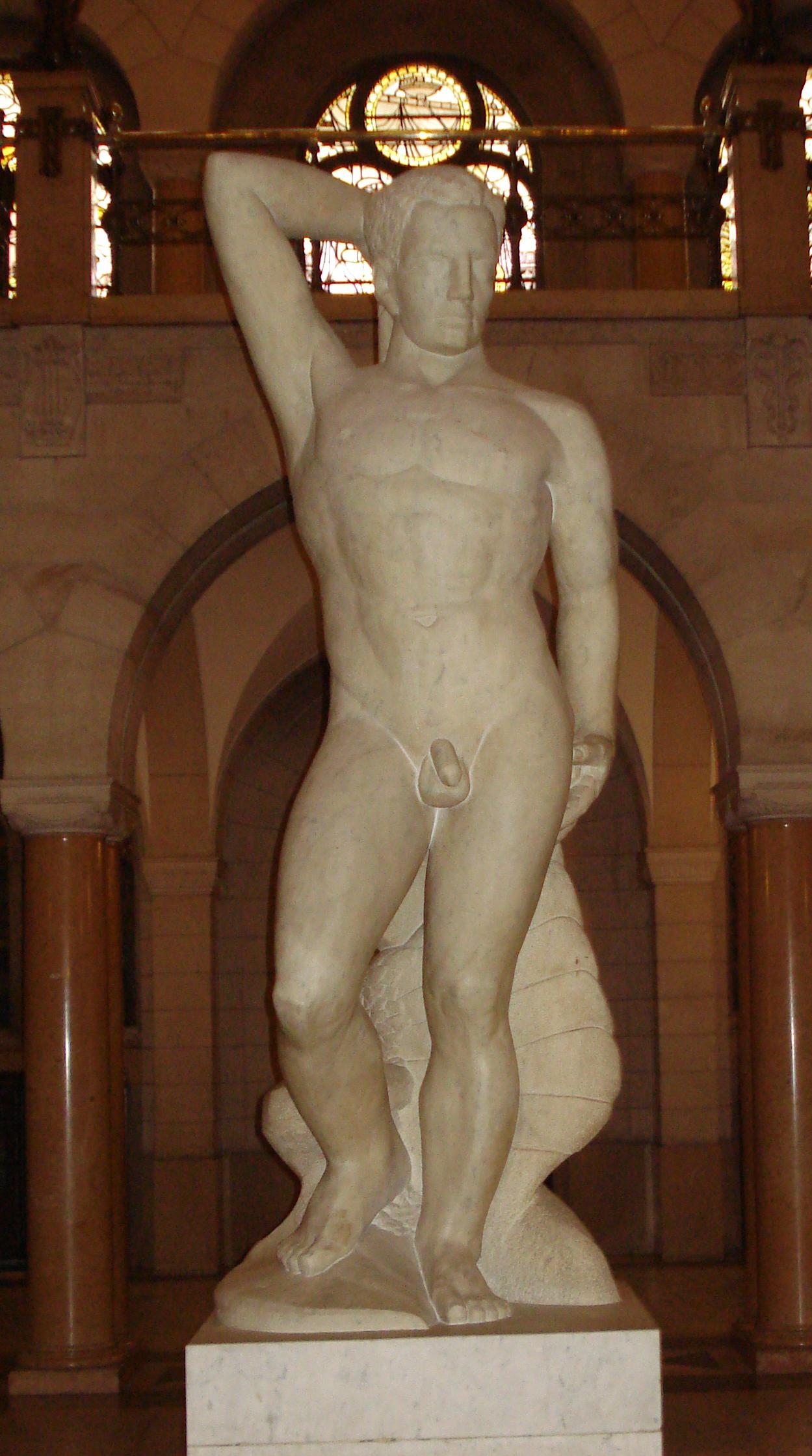
Beeld: Sterker door strijd, Rotterdam

Sterker door strijd is een beeld van Hank Hans dat behoort bij de wapenspreuk van Rotterdam: "Sterker door strijd".
Nadat koningin Wilhelmina de wapenspreuk in 1948 aan de stad verleende als waardering voor de onverzettelijkheid die de bevolking tijdens de bezetting tentoon heeft gespreid, gaf zij aan beeldhouwer Hank Hans de opdracht een bijbehorend kunstwerk te maken. Op 30 november onthulde koningin Juliana het beeld in de hal van het stadhuis.
Het monument bestaat uit een Davidsfiguur, die met een knots een Duitse adelaar doodt.